# ヤドリフカノキ
ヤドリフカノキ（学名：Heptapleurum arboricola）とは、ウコギ科の植物の一種。
掌状複葉の葉が、つやつやした厚みのある緑で、茎も緑色をしており、美しい。複葉を構成する小葉にも葉柄がある。
原産地は台湾、中国南部。
観葉植物として栽培され、葉は斑入りと斑無しがある。品種は豊富であるが、ホンコン（ホンコンカポック）という品種やその系統のものがよく栽培されている。繁殖は挿し木、取り木による。欧米では盆栽にも仕立てられる。
2020年の論文により、シェフレラ属とされていた種の多数について、旧名となっていたHeptapleurum属を復活させてそこに分類し直された。園芸品の流通名としては依然として「シェフレラ」が主流となっている。
シェフレラは、本来はシェフレラ属（Schefflera）の総称であるが、日本では園芸分野で本種の呼称として使われることも多い。また、カポックという別名もあるが、パンヤ科（キワタ科）のワタノキ属やインドワタノキ属にもトックリキワタなどカポックと呼ばれる植物が数種あるので、混同しないよう注意を要する。
- 黄色い果実